# Mahathala umbrina
Mahathala umbrina är en fjärilsart som beskrevs av Talbot 1942. Mahathala umbrina ingår i släktet Mahathala och familjen juvelvingar. Inga underarter finns listade i Catalogue of Life.